# Paolo Totò
Paolo Totò (Fermo, 22 gennaio 1991) è un ciclista su strada e paraciclista italiano, attivo in formazioni UCI dal 2016 al 2021. Corridore dotato di ottimo spunto veloce, ha ottenuto alcune vittorie in corse minori ed alcuni importanti piazzamenti come il secondo posto al Trofeo Laigueglia 2018 ed il terzo al Memorial Marco Pantani 2016. Nel 2024 ha partecipato ai Giochi paralimpici di Parigi come guida di Federico Andreoli nella prova su strada di classe B (ipovedenti su tandem), classificandosi sesto.

## Palmarès
- 2008 (Juniores)

Trofeo Tifernum
- 2009 (Juniores)

Trofeo Elio Fabrizio
- 2011 (Veloclub Senigallia)[1]

Targa Crocifisso
- 2012 (Veloclub Senigallia)[2]

Circuito delle Stelle
- 2014 (Veloclub Senigallia)[3]

Trofeo Gruppo Meccaniche Luciani
Gran Premio San Giuseppe - Marane
G.P. Industria e Commercio di Montelupo Fiorentino
Giro del Casentino
Circuito delle Stelle
Gran Premio Industria del Cuoio e delle Pelli
Trofeo Alta Valle del Tevere
- 2016 (Norda-Mg.K Vis)[4]

Gran Premio Colli Rovescalesi
- 2017 (Sangemini-Mg.K Vis, una vittoria)

2ª tappa Tour of Albania (Coriza > Elbasan)
- 2018 (Sangemini-Mg.K Vis, una vittoria)

Grand Prix Laguna Poreč
- 2019 (Sangemini-Mg.K Vis, una vittoria)

3ª tappa, 1ª semitappa Tour of Szeklerland (Sâncrăieni, cronometro)

### Altri successi
- 2018 (Sangemini-Mg.K Vis)

Classifica a punti Tour of Albania
- 2019 (Sangemini-Mg.K Vis)

Classifica a punti Tour of Szeklerland

## Piazzamenti

### Competizioni mondiali
- Campionati del mondo

Bergen 2017 - Cronosquadre: 14°
Innsbruck 2018 - Cronosquadre: 19°
- Giochi paralimpici

Parigi 2024 - In linea cl. B: 6º